# WijApeldoorn
WijApeldoorn is een lokale politieke partij in de Nederlandse gemeente Apeldoorn die in 2021 voortkwam uit de samenvoeging van twee eerder afgesplitste fracties.

## Geschiedenis
De partij ontstond als fusiepartij van de lokale gemeenteraadsfracties 'Groei & Toekomst' en 'Nieuwe Democraten Apeldoorn'. Deze gemeenteraadsfracties waren eerder ontstaan door afsplitsingen in de gemeenteraad. Op 15 september 2021 maakten de fracties bekend dat zij hadden besloten om samen verder te gaan onder de nieuwe naam WijApeldoorn. De partijnaam heeft geen verkorte versie of afkorting. In het logo is gekozen voor de kleuren van de Progress Pride-vlag, waarmee de partij wil uitdrukken iedereen erbij te willen betrekken en iedereen welkom is.
De gemeenteraadsfractie van WijApeldoorn bestond in 2021-2022 uit vier raadsleden, ondersteund door een fractievertegenwoordiger en fractie-assistent. De partij deed in maart 2022 voor het eerst mee aan de gemeenteraadsverkiezingen. Omdat de partij voor de eerste keer meedeed heeft zij moeten loten voor een lijstnummer (13). Bij deze verkiezingen werd 5,4% van de stemmen gehaald wat resulteerde in twee zetels.

## Lijsttrekker
De lijsttrekker van WijApeldoorn voor de verkiezingen van 2022 was Lilian Haak. Zij kwam in 2018 voor de VVD in de raad en was een van de eerste vier transgender raadsleden in Nederland.

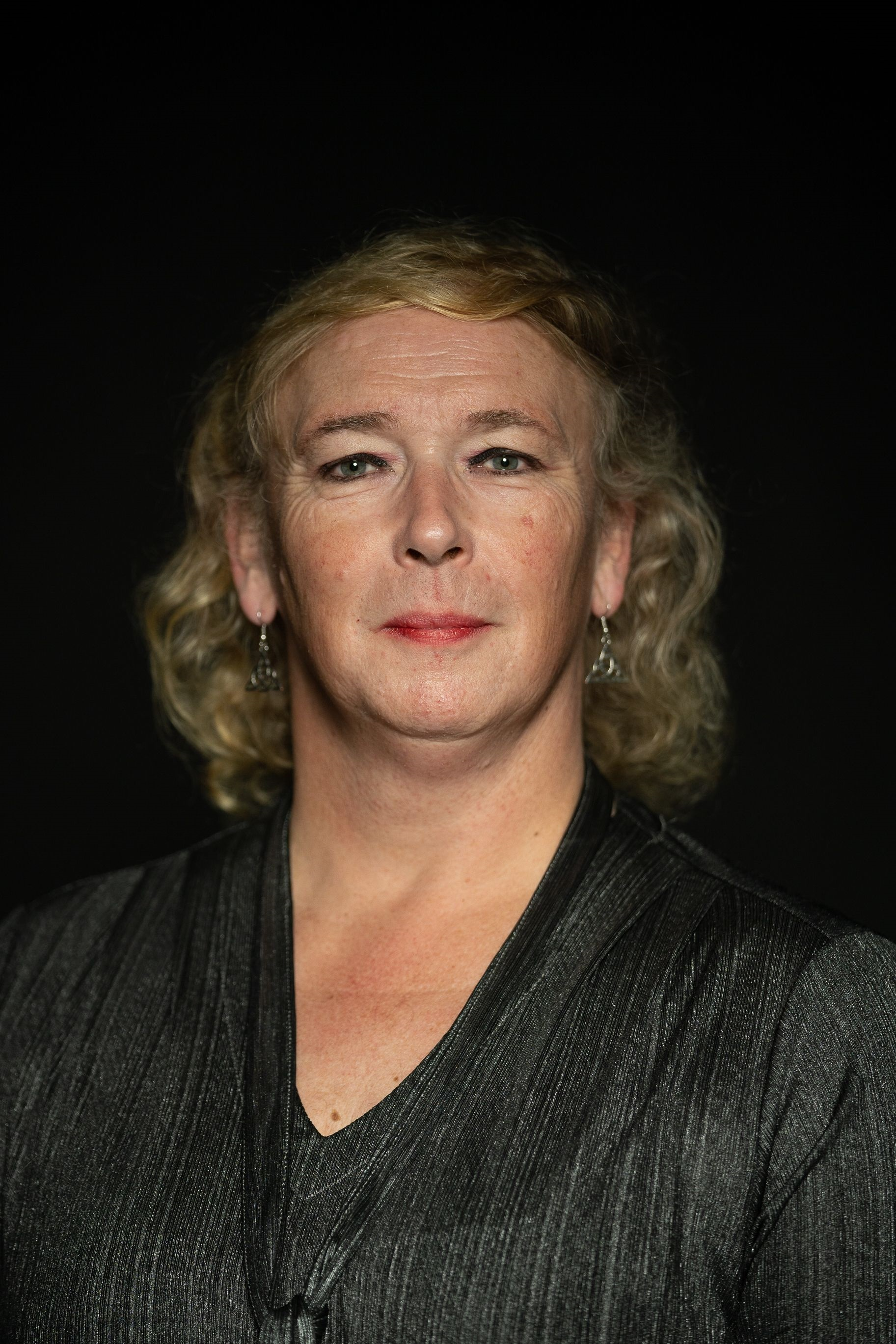
Lilian Haak Fractievoorzitter WijApeldoorn